# Arcesilau IV
Arcesilau IV (en llatí Arcesilaus, en grec antic Ἀρκεσίλαος "Arkesílaos"), anomenat "El guapo" (ὁ καλός) per Heràclides Pòntic, fou rei de Cirene fill i successor de Batos IV el bell.
Va guanyar la carrera de carros als Jocs Pitis el 462 aC segons diu Píndar, i del seu regnat no es coneix res més que una informació genèrica de què va ser un dèspota i va expropiar a molts nobles de l'estat però més tard es va moderar i va cridar a Demòfil, noble al que havia enviat a l'exili i vivia a Tebes a Beòcia.
Probablement va fundar Hespèrides a la Pentàpolis cirenaica, que després es va anomenar Berenice en temps dels Ptolemeus, com a lloc de refugi en cas de revolta. A la seva mort, entre el 460 aC i el 450 aC la monarquia es va abolir però el seu fill Batos V encara va regnar a Hespèrides.